# Bevlyn Khoo
Bevlyn Khoo (邱 意 淋, n. 22 de febrero de 1979) es una cantante y compositora singapurés, de género pop y jazz. Su capacidad de reproducir múltiples instrumentos musicales, así como su estilo de cantar en 5 idiomas ha generado un gran interés y reconocimiento internacional por cada uno de sus 5 álbumes. A pesar de su éxito comercial, le atribuye ser una de las pioneras dentro de la comunidad de la industria musical de su país Singapur, junto al músico DIY de manera independiente, habiendo fundado dos compañías basadas en la música, además de sus propias actividades artísticas desde el 2002. Tras su separación con sello discográfico japonés, S2S, en el 2011, Bevlyn ha retornado a su estado independiente y con sus propios esfuerzos en la que se centran actualmente en el "Storyteller Wave", una compañía de producción musical y consultoría que lo fundó en el 2013.

## Premios
| Año  | Subjetivo             | Organización                   | Premio                            | Resultado |
| ---- | --------------------- | ------------------------------ | --------------------------------- | --------- |
| 2009 | Lonely Afternoon EP   | Singapore Entertainment Awards | Best Independent Album            | Won       |
| 2013 | The People I've Known | Singapore Hits                 | Best Local Lyrics                 | Nominated |
| 2013 | Bevlyn Khoo           | Yahoo! Singapur                | Yahoo! Singapur 9 – Entertainment | Nominated |

## Discografía
| Título                | Formato | Etiqueta    | Fecha de lanzamiento |
| --------------------- | ------- | ----------- | -------------------- |
| Lonely Afternoon      | EP      | Independent | 7 de febrero de 2008 |
| You Are My Angel      | LP      | S2S         | 11 de abril de 2009  |
| Bistro Affair         | LP      | S2S         | agosto de 2010       |
| Feel About You        | LP      | S2S         | 29 de julio de 2011  |
| The People I've Known | LP      | Independent | 16 de abril de 2013  |
| Beautiful Purpose     | Single  | Independent | 26 de julio de 2013  |